# James Guillaume
James Guillaume (Londres, 16 de febrero de 1844-París, 20 de noviembre de 1916) fue un anarquista suizo.

## Vida
Nacido en Londres el 16 de febrero de 1844, hijo de un republicano suizo que dirigía una pequeña fábrica de relojes en Londres. Conoció las ideas anarquistas durante sus estudios en Suiza. Finalizados sus estudios en 1865, ejerció como profesor sustituto durante un año en la Escuela Industrial de Locle, en el cantón de Neuchâtel. Fue un líder de la Federación del Jura de la Primera internacional, el ala anarquista de la internacional. Más tarde, Guillaume tomaría un rol activo en la fundación de la Internacional Anarquista (St Imier). James también jugó un importante papel en la transformación hacia el anarquismo de Piotr Kropotkin. En 1878, se establece en París. A partir de la década 1880, se distanció de la actividad anarquista, volviendo a militar con el surgimiento del sindicalismo revolucionario de la CGT, veinte años más tarde. Guillaume consideraría al sindicalismo revolucionario como el heredero político de la Primera Internacional.
Editor de los periódicos Progrès y La Solidarité entre 1870 y 1871, así como del Bulletin de la Fédération jurassiene a partir de 1871. En París, colaboró con la revista Revue Pédagogique y contribuyó desde 1877 con el Dictionnaire de Pédagogie editado por Fernidand Buisson. Sería a partir de 1887 el principal colaborador del Dictionnaire géographique de la France. En 1889 adquiriría la ciudadanía francesa. También colaboró con La Vie ouvrière, del sindicalista Pierre Monatte.
Guillaume es tal vez más conocido por el enorme trabajo de 4 tomos titulado "L' International: Documents et Souvenirs" los cuales documentan la posición anarquista dentro de la Primera Internacional. Guillaume también editó la colección de trabajos de Bakunin. En Ideas sobre organización social hace un esbozo de la organización social según las teorías de Bakunin, el primer estudio serio de este tipo en la teoría anarquista.
Con el desencadenamiento de la guerra en 1914, se posicionaría a favor de la Entente y de l'union sacré, apoyando a Francia frente a Alemania. Moriría el 20 de noviembre de 1916, siendo enterrado en el cementerio de Montparnasse, en París.